# UTC+05:00

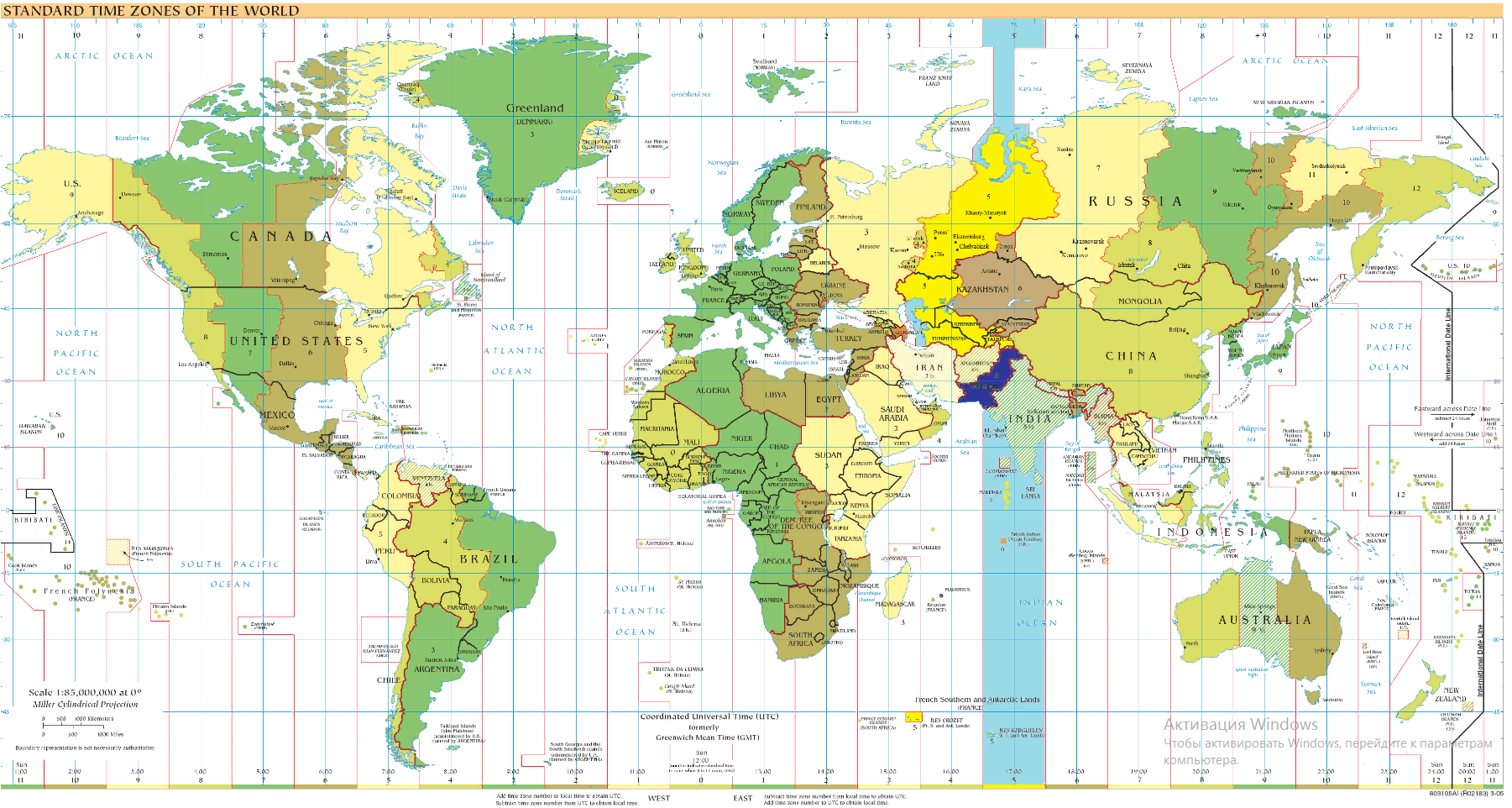
Az UTC+5-öt használó területek:

Az UTC+05:00 egy időeltolódás, amely öt órával van előrébb az egyezményes koordinált világidőtől (UTC).

## Alap időzónaként használó területek (egész évben)

### Ázsia

#### Észak-Ázsia
|  | Idő       | Zóna                       |
|  | --------- | -------------------------- |
|  | UTC+02:00 | MSK−1: kalinyingrádi idő   |
|  | UTC+03:00 | MSK: moszkvai idő          |
|  | UTC+04:00 | MSK+1: szamarai idő        |
|  | UTC+05:00 | MSK+2: jekatyerinburgi idő |
|  | UTC+06:00 | MSK+3: omszki idő          |
|  | UTC+07:00 | MSK+4: krasznojarszki idő  |
|  | UTC+08:00 | MSK+5: irkutszki idő       |
|  | UTC+09:00 | MSK+6: jakutszki idő       |
|  | UTC+10:00 | MSK+7: vlagyivosztoki idő  |
|  | UTC+11:00 | MSK+8: magadani idő        |
|  | UTC+12:00 | MSK+9: kamcsatkai idő      |

- Oroszország
  - Uráli szövetségi körzet
  - Volgamenti szövetségi körzet
    - Baskíria
    - Orenburgi terület
    - Permi határterület

#### Közép-Ázsia
- Kazahsztán
- Üzbegisztán
- Tádzsikisztán
- Türkmenisztán

#### Dél-Ázsia
- Pakisztán

### Indiai-óceán
- Maldív-szigetek
- Franciaország
  - Francia déli és antarktiszi területek (Franciaország külbirtokai)
    - Crozet-szigetek
    - Indiai-óceáni francia szigetek
      - Glorioso-szigetek
      - Tromelin-sziget
      - Európa-sziget
      - Juan de Nova
- Ausztrália
  - Heard-sziget és McDonald-szigetek (Ausztrália külbirtokai)

### Antarktika
- egyes területek

## Időzónák ebben az időeltolódásban
| Időzóna neve angolul               | Időzóna neve magyarul           | Időzóna rövidítése | Egyéb jelölés |
| ---------------------------------- | ------------------------------- | ------------------ | ------------- |
| Yekaterinburg Time                 | Jekatyerinburgi idő             | YEKT               | MSK+2         |
| Pakistan Standard Time             | Pakisztáni idő                  | PKT                |               |
| Aqtobe Time                        | Aktöbei idő                     | AQTT               |               |
| Mawson Time[a]                     | Mawsoni idő                     | MAWT               |               |
| Maldives Time                      | Maldív idő Maldív-szigeteki idő | MVT                |               |
| Oral Time                          | Oráli idő                       | ORAT               |               |
| French Southern and Antarctic Time | Francia déli és antarktiszi idő | TFT                |               |
| Tajikistan Time                    | Tádzsikisztáni idő              | TJT                |               |
| Turkmenistan Time                  | Türkmenisztáni idő              | TMT                |               |
| Uzbekistan Time                    | Üzbegisztáni idő                | UZT                |               |
| Echo Time Zone[b]                  | -                               | E                  |               |

## Fordítás
Ez a szócikk részben vagy egészben  az   UTC+05:00 című angol Wikipédia-szócikk ezen változatának fordításán alapul.  Az eredeti cikk szerkesztőit annak laptörténete sorolja fel. Ez a jelzés csupán a megfogalmazás eredetét és a szerzői jogokat jelzi, nem szolgál a cikkben szereplő információk forrásmegjelöléseként.